# João, Eleitor da Saxónia
João da Saxónia (Meissen, 30 de Junho de 1468 – Schweinitz, 16 de Agosto de 1532), conhecido como João, o Firme ou João, o Constante, foi príncipe-eleitor da Saxónia entre 1525 e 1532. Pertencia à Casa de Wettin.

## Biografia
Nascido em Meissen, era o quinto dos sete filhos de Ernesto, Eleitor da Saxónia e da princesa Isabel da Baviera.

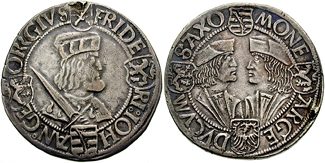
Guldengroschen da Saxónia, c. 1508-1525. A cara da moeda mostra o irmão mais velho de João, Frederico, enquanto que o reverso, mostra João em frente de Jorge, Duque da Saxónia.

A partir de 1486, passou a ser o herdeiro presumível do seu irmão mais velho, Frederico, o Sábio, que não tinha filhos; quando ele morreu em 1525, João herdou o título de príncipe-eleitor. Tal como o seu cognome, "o Firme" indica, João decidiu dar continuidade de forma constante às políticas do seu irmão para proteger a Reforma Protestante. Em 1527, a Igreja Luterana passou a ser a igreja do estado na Saxónia ernestina, sendo o príncipe-eleitor o seu bispo principal. João era o líder da Liga de Esmalcalda de estados protestantes que tinha sido criada em 1530 para proteger a reforma da igreja.
João morreu em Schweinitz. Tal como o seu irmão, foi sepultado na famosa Igreja do Castelo em Wittenberg num sepulcro concebido por Hans Vischer. Foi sucedido pelo seu filho mais velho, João Frederico.

## Casamentos e descendência
João casou-se pela primeira vez em Torgau a 1 de Março de 1500 com a princesa Sofia de Mecklemburgo, filha de Magnus II, Duque de Mecklemburgo. Tiveram um filho:
1. João Frederico I, Eleitor da Saxónia (30 de Junho de 1503 – 3 de Março de 1554), casado com a princesa Sibila de Cleves; com descendência.

João casou-se pela segunda vez, em Torgau, a 13 de Novembro de 1513 com a princesa Margarida de Anhalt-Köthen.  Tiveram quatro filhosː
1. Maria da Saxónia (15 de Dezembro de 1515 – 7 de Janeiro de 1583), casada com Filipe I, Duque da Pomerânia; com descendência.
2. Margarida da Saxónia (25 de Abril de 1518 – 10 de Março de 1545), casada com Hans Buser, Freiherr de Liestal.
3. João da Saxónia (nascido e morto a 26 de Setembro de 1519)
4. João Ernesto, Duque de Saxe-Coburgo (10 de Maio de 1521 – 8 de Fevereiro de 1553), nunca se casou nem deixou descendentes.

## Genealogia
| João, Eleitor da Saxónia | Pai: Ernesto, Eleitor da Saxónia            | Avô paterno: Frederico II, Eleitor da Saxônia          | Bisavô paterno: Frederico I, Eleitor da Saxônia                  |
| João, Eleitor da Saxónia | Pai: Ernesto, Eleitor da Saxónia            | Avô paterno: Frederico II, Eleitor da Saxônia          | Bisavó paterna: Catarina de Brunswick-Lüneburg                   |
| João, Eleitor da Saxónia | Pai: Ernesto, Eleitor da Saxónia            | Avó paterna: Margarida da Áustria, Eleitora da Saxónia | Bisavô paterno: Ernesto I da Áustria                             |
| João, Eleitor da Saxónia | Pai: Ernesto, Eleitor da Saxónia            | Avó paterna: Margarida da Áustria, Eleitora da Saxónia | Bisavó paterna: Cimburga da Mazóvia                              |
| João, Eleitor da Saxónia | Mãe: Isabel da Baviera, Eleitora da Saxónia | Avô materno: Alberto III, Duque da Baviera             | Bisavô materno: Ernesto, Duque da Baviera                        |
| João, Eleitor da Saxónia | Mãe: Isabel da Baviera, Eleitora da Saxónia | Avô materno: Alberto III, Duque da Baviera             | Bisavó materna: Elisabetta Visconti                              |
| João, Eleitor da Saxónia | Mãe: Isabel da Baviera, Eleitora da Saxónia | Avó materna: Ana de Brunswick-Grubenhagen-Einbeck      | Bisavô materno: Eurico I, Duque de Brunswick-Grubenhagen-Einbeck |
| João, Eleitor da Saxónia | Mãe: Isabel da Baviera, Eleitora da Saxónia | Avó materna: Ana de Brunswick-Grubenhagen-Einbeck      | Bisavó materna: Isabel de Brunswick-Göttingen                    |

## Outras leituras
- Chisholm, Hugh, ed. (1911). «John, Elector of Saxony». Encyclopædia Britannica (em inglês) 11.ª ed. Encyclopædia Britannica, Inc. (atualmente em domínio público)